# Lantung (plaats)
Lantung is een bestuurslaag in het regentschap Sumbawa van de provincie West-Nusa Tenggara, Indonesië. Lantung telt 664 inwoners (volkstelling 2010).